# Odzun
Odzun (in armeno Օձուն?) è un comune di 5 380 abitanti (2001) della Provincia di Lori in Armenia.